# Rubus hanesii
Rubus hanesii är en rosväxtart som beskrevs av Liberty Hyde Bailey. Rubus hanesii ingår i släktet rubusar, och familjen rosväxter. Inga underarter finns listade i Catalogue of Life.